# 블랙 번 (빵)

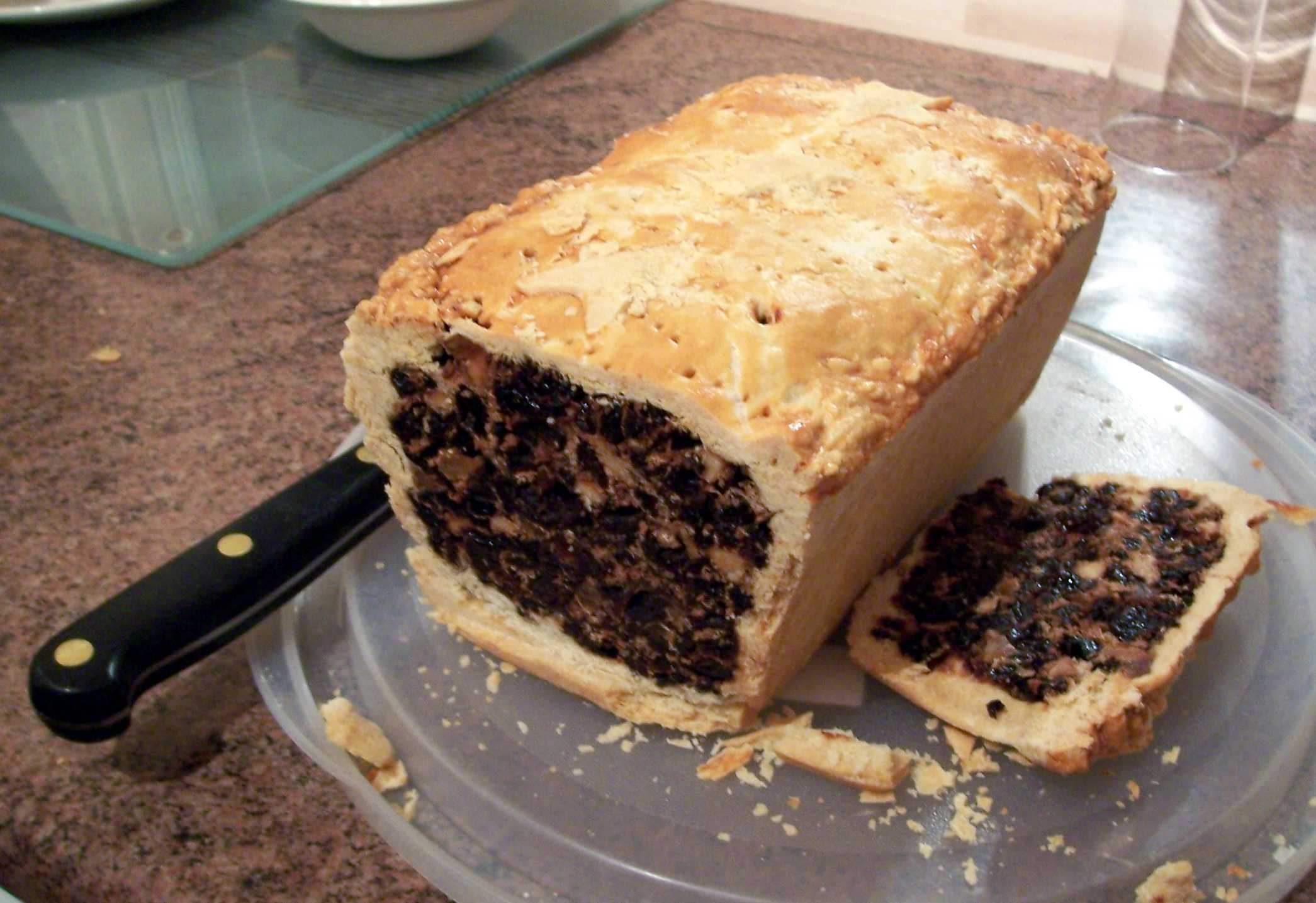
블랙 번

블랙 번(Black bun)은 스코치 번(Scotch bun)으로도 부르며, 패스트리로 완전히 덮인 과일 케이크의 일종이다. 원산지는 스코틀랜드이며 원래는 12번째 밤에 먹었지만 지금은 호그머네이에서 즐긴다. 케이크 혼합물에는 일반적으로 건포도, 건포도, 아몬드, 감귤 껍질, 피망, 생강, 계피 및 후추가 포함된다. 원래 프랑스에서 스코틀랜드의 여왕 메리가 돌아온 후에 소개되었지만 트웰프스 나이트(Twelfth Night)에서 첫 사용은 스코틀랜드 종교 개혁으로 끝이 났다. 이후 호그머네이에 대한 첫 번째 발판에 사용되었다.

## 설명
블랙번은 생과자에 싸인 과일 케이크이다. 케이크 자체는 계피, 후추, 피망과 같은 향신료와 함께 건포도 및 건포도와 같은 재료를 포함하는 전통적인 크리스마스 케이크 또는 크리스마스 푸딩 혼합물과 유사하다. 가리발디(Garibaldi) 비스킷의 훨씬 더 큰 버전이라고 불려 왔으며 후자의 기원은 발명가인 존 카르(John Carr)가 스코틀랜드인이었기 때문에 블랙 롤빵의 영향을 받았을 수 있다고 제안되었다.
스코틀랜드 이외 지역에서는 미국 애팔래치아 지역에서도 블랙 번을 먹는다. 2013년 폴 할리우드는 더 그레이트 브리티시 베이크 오프(The Great British Bake Off)의 크리스마스 스페셜에서 레시피를 시연했다.